# Katzie

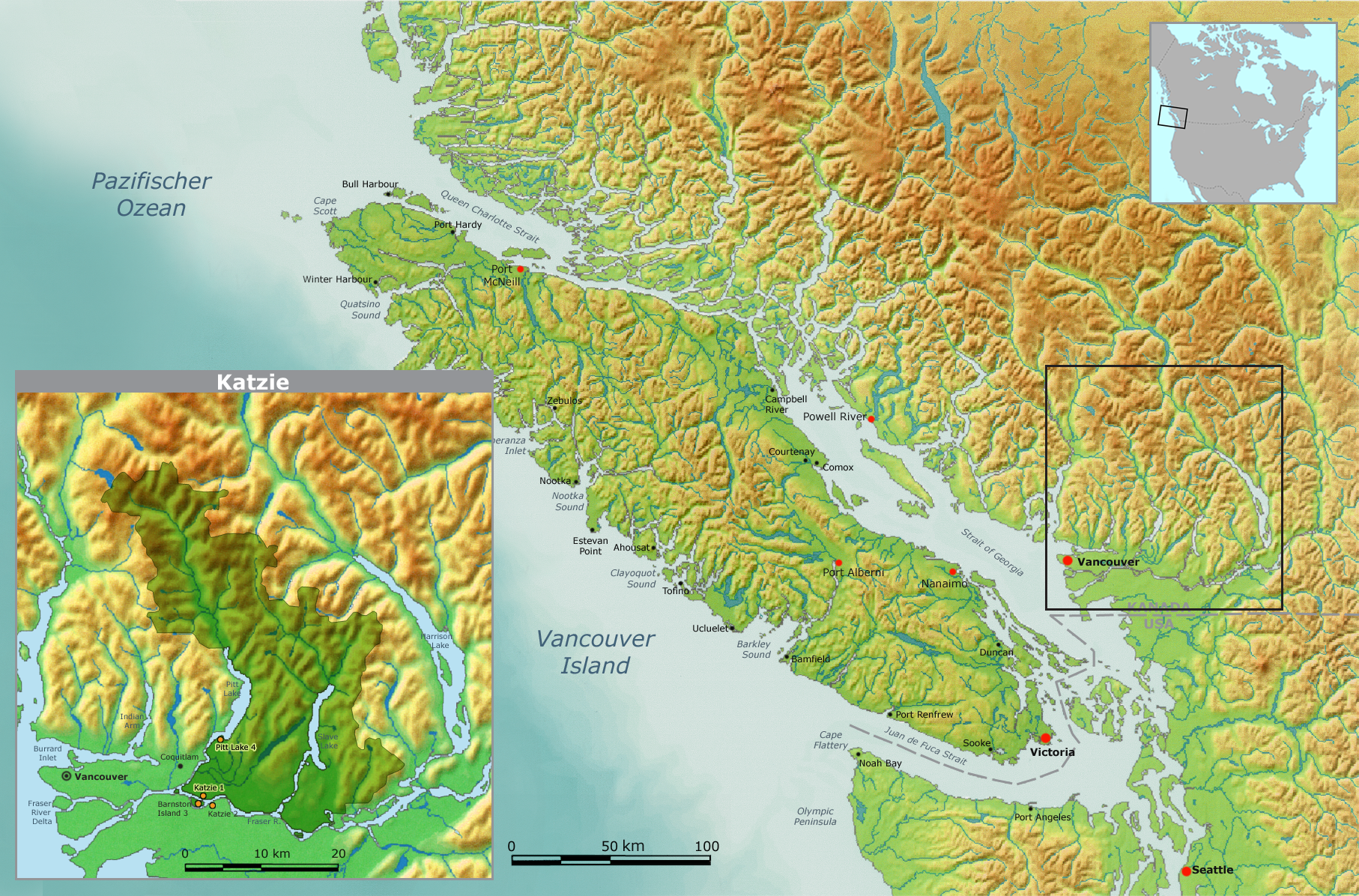
Traditionelles Territorium der Katzie und Hauptreservate

Mit Katzie oder Katzie First Nation wird eine kanadische First Nation in British Columbia bezeichnet, die in Pitt Meadows und auf Barnston Island sowie am Yorkson Creek in Langley lebte. Sie sprechen den Downriver-Dialekt des Halkomelem, einer Sprache, die der Salish-Sprachfamilie angehört. Das traditionelle Gebiet der 531 Katzie (März 2013) reicht vom Fraser River bis zum Einzugsgebiet des Pitt Lake einschließlich einiger Gebiete am Alouette. 
Obgleich sie zur Stó:lō-Gruppe gehören, führen sie ihre Landverhandlungen mit British Columbia unabhängig und gehören auch nicht dem Stó:lō Nation Tribal Council an.

## Geschichte

### Frühgeschichte
Die Geschichtsschreibung der Katzie ist in der außergewöhnlichen Situation, über ein frühes Dokument zu verfügen. Peter Pierre gab 1936 im Alter von 75 Jahren dem Völkerkundler Diamond Jenness Interviews, die unter dem Titel The faith of a Coast Salish Indian 1955 publiziert worden sind. Er war Medizinmann und wurde schon mit acht Jahren ausgewählt und unterrichtet, die mündliche Tradition zu überliefern. Sein Sohn Simon übersetzte diese Erzählungen, fügte später eigene hinzu und arbeitete dabei mit dem Völkerkundler Wayne Suttles zusammen. Diese Überlieferungen wurden gemeinsam publiziert.
Die Katzie Nation bestand ursprünglich aus fünf Gruppen, die jeweils einen Häuptling hatten. Diese Häuptlinge waren Oe’lecten (Stamm am Pitt Lake), Swaneset (Sheridan Hill), Xwoe’pecten (Port Hammond) – sein Stamm setzte sich später als Kwantlen ab –, Smakwec bei Point Roberts in Washington – sein Volk, die Nicomek, wurde Opfer einer der frühen Pockenepidemien – und C’simlenexw an Point Grey – seine Nachkommen wurden die Musqueam. Die heutigen Katzie führen sich überwiegend auf die Stämme der Häuptlinge Oe’lecten und Swaneset zurück.
Die Katzie wohnten in zehn Dörfern und können bereits um 1600 v. Chr. als Bauern bezeichnet werden. Sie führten sich auf ihren Schöpfer Khaals zurück, der den Stamm auch in fünf Gruppen aufteilte und an ihren traditionellen Wohnorten ansiedelte. Dabei stattete er jeden Stamm mit verschiedenen Mächten aus. So wurde etwa Oe’lecten mit den Jahreszeiten und dem Regenbogen ausgestattet, Smakwec erhielt Macht über die unterirdischen Kanäle zwischen Point Roberts mit dem Pitt Lake, Sechelt und anderen Orten. C’simlenexw erhielt Macht über die Swayxway-Maske.

### Europäische Kontakte

#### Vertragsverhandlungen und aktuelle Situation
2000 unterzeichneten die Katzie und die Provinzregierung ein Grundsatzabkommen im Rahmen des B.C. Treaty Process, in den die Katzie 1994 eingetreten waren.
Als die Golden Ears Bridge auf Katzie-Gebiet gebaut werden sollte, genauer gesagt direkt neben Barnston Island zwischen Surrey und Maple Ridge, unterzeichnete der Stamm mit TransLink im September 2004 ein Abkommen, das die gegenseitigen Verpflichtungen festschrieb. Der Bau wurde Anfang 2007 begonnen und soll Ende 2008 oder 2009 fertiggestellt werden. Am entgegengesetzten Ende der Insel befindet sich die Teal-Jones Group Surrey Mill, die für die Verarbeitung von Holz gebaut wurde.
Gleichzeitig zeigt das seit Jahrzehnten vorhandene Bündnis zwischen Umweltschützern und Indianern erste Risse. Letztere verkaufen Holzeinschlagrechte oder holzen selbst Waldgebiete ab (2005 69.000 Raummeter), seitdem sie Möglichkeiten sehen, daran stärker zu partizipieren. Doch ist dies auch zwischen den Stämmen heftig umstritten.
Die Anrainer-Nationen des Fraser River leben seit Jahrtausenden vom Lachs. Doch 2007 kamen statt der erwarteten 6,3 Millionen Sockeyes (eine Lachsart) nur 1,6 Millionen. Die Regierung hat sofort ein Fangverbot, diesmal auch für die First Nations erlassen.

#### Reservate
Die fünf Reservate der Katzie liegen im New Westminster District, nämlich am Fraser River bei Port Hammond, an der Südküste von Barnston Island, und an der Stelle, wo der Pitt River aus dem Pitt Lake austritt. Katzie 1 und Katzie 2 am Fraser River umfassen dabei 44,1 bzw. 23,1 ha. Das Reservat auf Barnston Island umfasst 54,6 ha. Das größte Reservat mit 218,5 ha liegt am Pitt Lake, das kleinste mit 0,4 ha ist ein Friedhof (Pitt Lake 4, bzw. Graveyard 5). Alle Reservate zusammen umfassen gut 340 ha. Im März 2013 lebten 306 Katzie im Reservat, 7 in denen anderer Stämme und 218 außerhalb der Reservate. Es waren insgesamt 531 Katzie als Indianer im Sinne des Indianergesetzes registriert.